# Diocèse de Tulcán
Le diocèse de Tulcán (en latin : Dioecesis Tulcanensis ; en espagnol : Diócesis de Tulcán) est un diocèse de l'Église catholique en Équateur, suffragant de l'archidiocèse de Quito.

## Territoire
Le diocèse gère la province de Carchi sur un territoire d'une superficie de 3 784 km2 divisé en 25 paroisses. L'évêché se trouve dans la ville de Tulcán avec la cathédrale saint Michel archange. Le Sanctuaire Notre-Dame-de-la-Paix est un lieu de pèlerinage du diocèse.

## Histoire
Le diocèse est érigé le 17 mars 1965 par la bulle Praegrave Ecclesiae du pape Paul VI en prenant sur le territoire du diocèse d'Ibarra. Il est nommé suffragant de l'archidiocèse de Quito dès sa création.

## Évêques
- Luis Clemente de la Vega Rodríguez (1965-1987)
- Germán Trajano Pavón Puente (1989-2001) nommé évêque du diocèse d'Ambato
- Luis Antonio Sánchez Armijos, S.D.B (2002-2010) nommé évêque du diocèse de Machala
- Fausto Gaibor García (2011-2021)
- Luis Bernardino Núñez Villacís (2021-2021)
  - Vicente Danilo Echeverría Verdesoto (2021-2023) administrateur apostolique
- Carlos Yépez Naranjo (2023- )